# Монтреал (острво)
Монтреал (острво) (фр. Île de Montréal) се налази се на југозападу Квебека у Канади, на ушћу река Сен Лорен и Отава. Ово острво је део архипелага Хочелага и највеће је острво у том архипелагу. На овом острву живи једна четвртина становништва Квебека.

## Име
Самуел де Шамплен је 1616. године ово острво назвао острво Вилменон (l'ille de Vilmenon), док га је на мапи из 1632. године прозвао острво Краљевско брдо (Mont Royal), тај назив се касније постепено почео примењивати и на сам град Монтреал, који се првобитно звао Вил-Мари (Ville-Marie).

## Географија
Острво је у облику бумеранга, дугачко 50 km, и на најширем делу широко 16 km и веукупна дужина обале је 266,6 км. Одвојено је од острва Језус реком Прерис. Западни део острва језеро Де Монтањ одваја од језера Сен Луис. Скоро тачно у средини острва, северно центра Монтреала, се уздижу три врха планине Мон Ројал.

### Управна подела
Острво Монтреал се састоји од регије Монтреал, са највећим острвима Бизард, Сен Хелен, Нотр Дам, острво Нанс, Дорвал и још 69 мањих острва. Комплетна ова област је административно подељена на 16 општина и 19 округа града Монтреала.